# Bodega Sommos

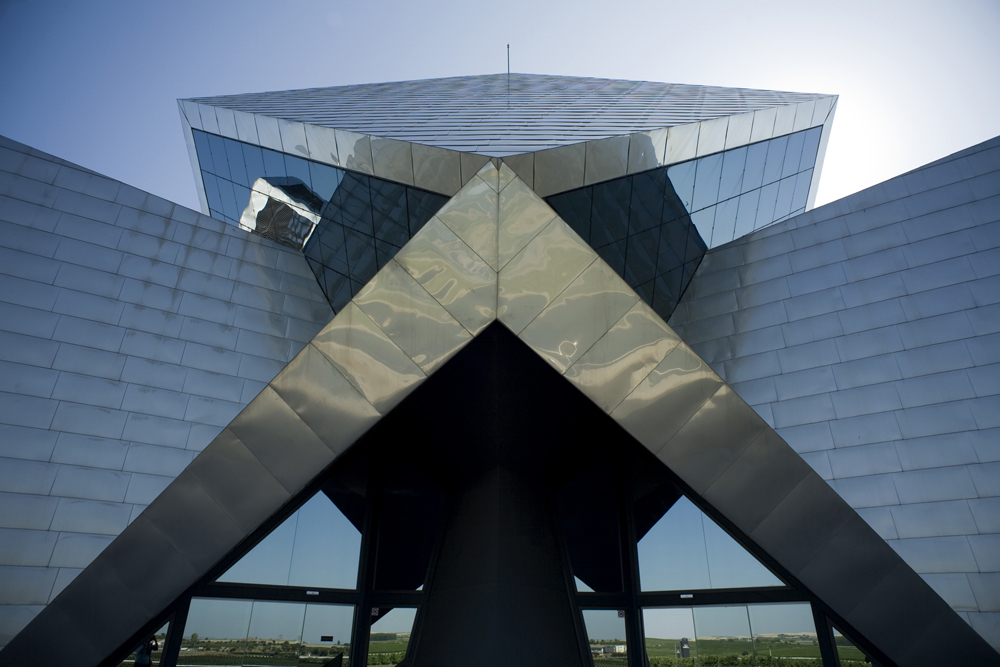
Zentralbereich der Kellerei

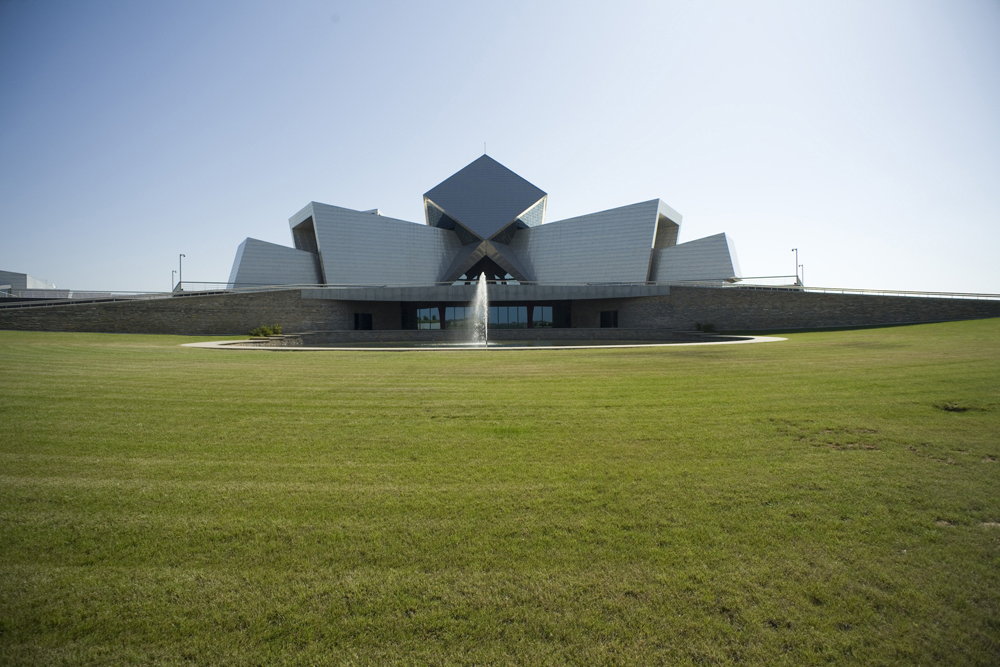
Fassade des Kellereigebäudes

Bodega Sommos, vormals Bodega Irius, ist eine spanische Weinkellerei in Barbastro, der Hauptstadt der Comarca Somontano de Barbastro in der spanischen Provinz Huesca. Die Rebflächen der Kellerei liegen im spanischen Weinbaugebiet Somontano in der Region Aragón. Das Kellereigebäude ist eine neue Landmarke und gehört zu den Avantgardegebäuden der Weinarchitektur.

## Architektur
Das Kellereigebäude wurde vom renommierten Architekten Jesús Marino Pascual unter bioklimatischen Aspekten entworfen. Oberirdisch ragen die Bauteile bis zu 27 Meter über die Erdoberfläche. Das Kellereigebäude wurde 27 Meter tief gegraben, um für die gelagerten Eichenfässer und gefüllten Flaschen die richtige Temperatur und Luftfeuchtigkeit zu gewährleisten, so dass eine Gesamthöhe von 54 Metern wirtschaftlich genutzt werden kann. Neben der natürlichen Klimatisierung, die die Architektur des Weingutes bestimmt wurde Sommos mit einer Klimaanlage im Fasskeller zur Regelung der Luftfeuchtigkeit (80 %) und Temperatur (14 °C) ausgestattet. Durch die Bauweise wird eine Primärenergieeinsparung von 70 % erreicht. Über das Design hinaus wird durch die Bauhöhe auch ein weiteres Ziel erreicht: Die Schwerkraft ersetzt als Transportkraft sonst notwendige Pumpen. Hierdurch werden Trauben und Wein geschont und die Qualität gesteigert. Die architektonische Gesamtform der Bodega führt drei Flügel im Zentralbereich zusammen. Dort befinden sich die administrativen und Sozialbereiche sowie ein Restaurant. Der gesamte funktionale und operative Teil wurde unterirdisch und der repräsentative Teil oberirdisch angesiedelt. Die Gliederung der drei Schiffe ist auf die Prozesse der Kellerwirtschaft, der Fass- und Flaschenreifung ausgerichtet. Die Architektur wird in ihrer Einzigartigkeit der Formen durch die Verwendung der Materialien Edelstahl und Glas unterstrichen. Der massive unterirdische Bau bildet dank seiner Größe zugleich auch einen beeindruckenden Rahmen für die Präsentation der Weine. Das Gebäude ist so konzipiert, dass es sich in die hügelige Landschaft des Somontano, übersetzt „Region unterhalb der Berge“, integriert. Im Inneren der Kellerei setzt sich die avantgardistische Gestaltung des Exterieurs fort.